# Цугару (минный заградитель)
«Цугару» (яп. 津軽 по названию полуострова на севере Хонсю) — большой минный заградитель японского императорского флота.
Постройка второго после «Окиносима» большого минного заградителя была включена в Третью программу пополнения флота 1937 года, реализована она была в 1939—1941 годах Арсеналом флота в Йокосуке.
«Цугару» строился по переработанному проекту «Окиносимы» и представлял собой гладкопалубный корабль полным водоизмещением около 5000 тонн, оснащённый паротурбинной установкой. Основными отличиями стали полный отказ применения от электросварки в корпусных соединениях и иное артиллерийское вооружение.
Заградитель активно участвовал в боях на Тихоокеанском театре Второй мировой войны в роли транспорта — захвате Рабаула, Лаэ и Саламуа, Науру, Буны, сражении в Коралловом море, походах к Шортленду в ходе Гуадалканальской кампании и конвоях в Юго-Восточной зоне. Он был потоплен 29 июня 1944 года в районе острова Моротай торпедами американской подводной лодки «Дартер».

## Командиры
- 20.06.1940 — 30.11.1942 капитан 1-го ранга Ёсиаки Иногаки (яп. 稲垣義穐)[2];
- 30.11.1942 — 20.09.1943 капитан 1-го ранга Итимацу Такахаси (яп. 高橋一松)[2];
- 20.09.1943 — 29.06.1944 капитан 1-го ранга Сэйки Нагацу (яп. 中津成基)[2].